# Шехтер, Стэнли
Стэ́нли Ше́хтер (англ. Stanley Schachter; 15 апреля 1922, Флашинг, Куинс — 7 июня 1997, Нью-Йорк) — американский психолог, специалист в области социальной психологии, почётный профессор Колумбийского университета.
Шехтер является автором двухфакторной теории эмоций.

## Биография
Стенли Шехтер родился 15 апреля 1922 года во Флашинге (Квинс), в семье потомков еврейских иммигрантов из Восточной Европы. Его отец, Натан Шехтер, был родом из Васильково, а мать, Анна Шехтер, — из Рэдэуци.
После окончания школы поступил в Йельский университет на факультет истории искусств. В своих профессиональных склонностях он определился не сразу. По рекомендации известного литератора Дона Маркиза, который считал Шехтера подающим большие надежды и оказывал ему протекцию, он стал посещать занятия в Институте человеческих отношений, существовавшем при Йельском университете. На его выбор в пользу психологии повлиял курс блестящего экспериментатора Кларка Халла, который произвёл на Шехтера сильное впечатление своим сократическим методом преподавания постулатов поведенческой психологии.
Шехтер приступил к изучению психологии в разгар Второй мировой войны, и вскоре он был призван на военную службу в научную лабораторию, находившуюся под эгидой вооруженных сил США. Под руководством Уолтера Майлза Шехтер занимался исследованиями ночного зрения. Эта работа имела немалое военно-прикладное значение.
После демобилизации Шехтер продолжил своё образование в направлении психологии в Массачусетском технологическом институте. В 1946 году он присоединился к исследовательской работе Центра групповой динамики, основанного и возглавляемого Куртом Левином. Там он познакомился с Леоном Фестингером. Будучи всего на три года старше, Фестингер формально выступал его научным руководителем, но на деле был скорее товарищем — помимо научных исследований любимым видом досуга учёных стали ежедневные состязания в крибидж. Последующие экспериментальные работы Шехтера послужили одним из эмпирических оснований теории когнитивного диссонанса, сформулированной Фестингером. После смерти Левина группа перебралась в Мичиганский университет, где в 1949 году Шахтер получил учёную степень доктора философии по психологии, защитив диссертацию под научным руководством Фестингера.
Вскоре Шехтер начал работать в Университете Миннесоты, затем стал профессором Колумбийского университета, где работал с 1961 года вплоть до ухода на пенсию в 1992 году.
Стенли был женат на Софии Дакворт. В 1969 году у супругов родился единственный сын Элайджа.
Последние шесть лет жизни Шехтер страдал от рака, однако старался это скрыть. Он скончался в своём доме в Нью-Йорке 7 июня 1997 года в возрасте 75 лет.

## Труды
- Social Pressures in Informal Groups (1950, соавт. L. Festinger etc.)
- Theory and Experiment in Social Communication (1950, соавт. L. Festinger etc.)
- When Prophecy Fails (1956; соавт. L. Festinger, H. Rieken)
- The Psychology of Affiliation: Experimental Studies of the Sources of Gregariousness (1959)
- Emotion, Obesity and Crime (1971)
- Obese Humans and Rats (1974, соавт. J. Rodin)
- A Distinctive Approach to Psychological Research: The Influence of Stanley Schachter (1987, ред. совм. с N. E. Grunberg)